# Altrove (singolo Ultimo)
Altrove è un singolo del cantautore italiano Ultimo, pubblicato il 10 maggio 2024 come secondo estratto dal sesto album in studio Altrove.

## Descrizione
Il brano è scritto e composto dallo stesso cantautore, che ha anche curato la produzione con Francesco Catitti, in arte Katoo, ed è dedicato alla fidanzata Jacqueline Luna Di Giacomo.

## Video musicale
Il video musicale, diretto dagli YouNuts!, duo composto da Antonio Usbergo e Niccolò Celaia, è stato pubblicato in concomitanza all'uscita del brano attraverso il canale YouTube del cantautore e vede protagonisti lo stesso Ultimo con la fidanzata Jacqueline Luna Di Giacomo.

## Tracce
Testi e musiche di Niccolò Moriconi.
1. Altrove – 3:25

## Classifiche

### Classifiche settimanali
| Classifica (2024) | Posizione massima |
| ----------------- | ----------------- |
| Italia            | 13                |

### Classifiche di fine anno
| Classifica (2024) | Posizione |
| ----------------- | --------- |
| Italia            | 40        |